# Chiesa di San Bartolomeo (Cicagna)
La chiesa di San Bartolomeo apostolo è un luogo di culto cattolico situato nella frazione di Serra, in via Serra, nel comune di Cicagna nella città metropolitana di Genova. La chiesa è sede della parrocchia omonima del vicariato della Val Fontanabuona della diocesi di Chiavari.

## Storia e descrizione

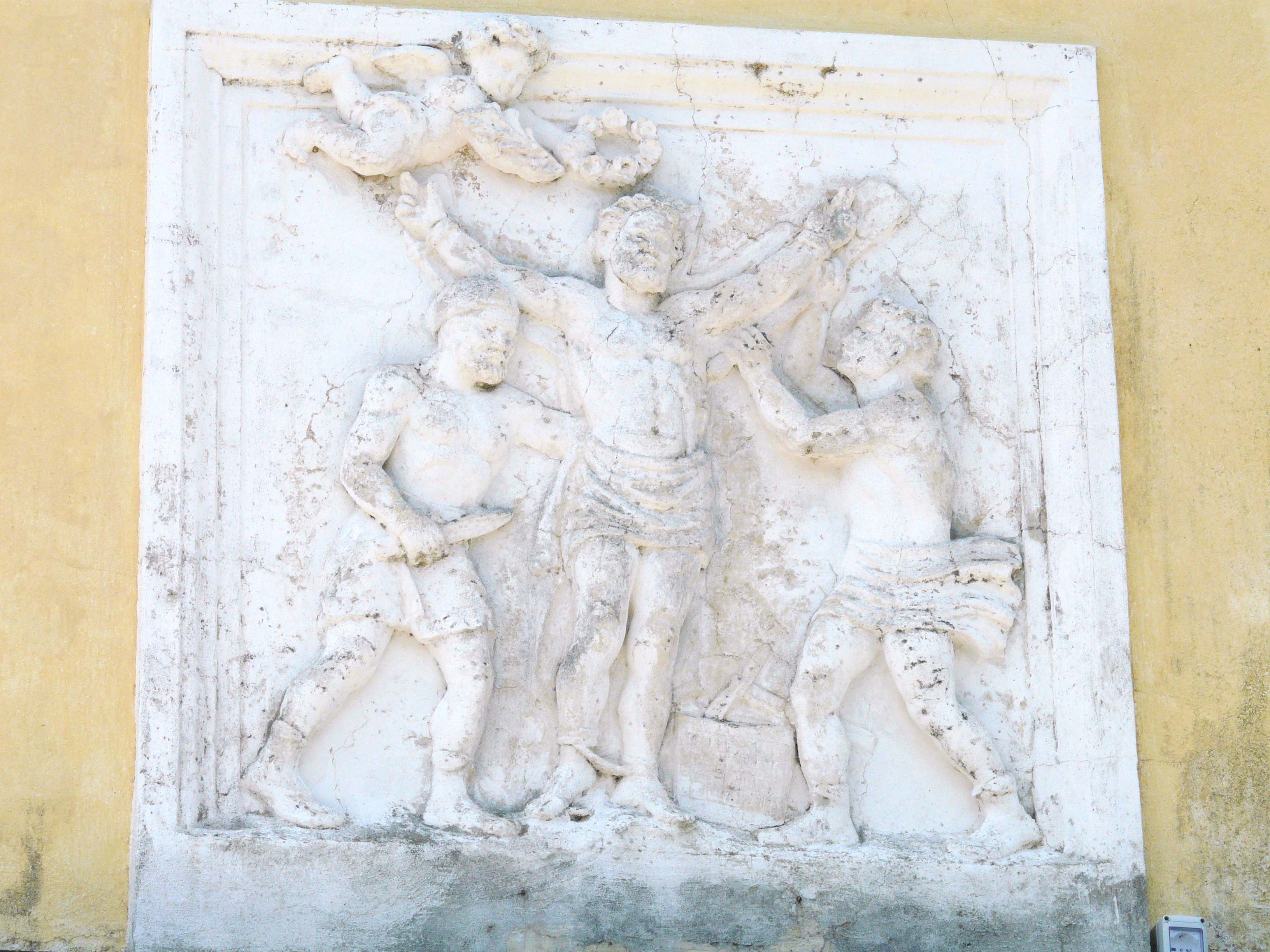
Particolare della lapide della facciata

Un primo edificio di culto, destinato al titolo parrocchiale, venne edificato in epoca ignota presso la località di Pianazzi; luogo abitato che fu poi abbandonato e conseguentemente il nuovo edificio - l'attuale chiesa - venne eretta nel corso del XV secolo nell'odierna località della Costa.
Già dipendente della pieve di Sant'Ambrogio di Uscio, la parrocchia di San Bartolomeo fu soppressa e assoggettata a Tribogna nel 1494. Nel 1659 fu ricostituita dall'arcivescovo di Genova cardinale Stefano Durazzo in rettoria indipendente con il nome, ora desueto, di Campodesasco.
Durante l'invasione francese delle truppe di Napoleone Bonaparte, nel 1799, fu duramente saccheggiata dei suoi arredi dai soldati d'oltralpe.
L'odierno edificio, rivisitato nella seconda metà del XVII secolo, presenta una pianta a croce latina e con tre altari. Altri lavori di ampliamento furono eseguiti nel corso del XIX secolo: allungamento della chiesa, costruzione del presbiterio e del coro (1890) e il prolungamento della sagrestia. L'orologio della torre campanaria venne collocato nel 1878 e l'anno successivo furono posizionate tre nuove campane in sostituzione delle due già presenti.
Tra le opere d'arte conservate il crocifisso processionale del 1886 e la cassa processionale di Nostra Signora Assunta (1887). L'organo è datato al 1892; l'altare maggiore marmoreo venne realizzato nel 1905.